# Тэтару, Георге
Георге Тэтару (рум. Gheorghe Tătaru; 5 мая 1948, Бухарест, Румыния — 19 декабря 2004, Яссы, Румыния) — румынский футболист, нападающий. Выступал за сборную Румынии, участвовал в Чемпионате мира по футболу 1970. Заслуженный мастер спорта Румынии.

## Карьера
Начал карьеру в молодежном клубе ФК «Стяуа». В 1967 году перешел в его основной состав.
За данный клуб провел 169 матчей, в которых забил 57 голов.
В составе этого клуба стал лучшим бомбардиром чемпионата Румынии в сезоне 1970/71.

В 1974—1975 годах выступал в футбольном клубе «Химия» из города Рымнику-Вылча. В его составе провел 32 матча, за которые забил 11 мячей.

Следующие 5 лет выступал за ФК «Тырговиште» из одноименного города. В его составе провел 93 матча, забил 30 голов.

Далее сменил ещё 2 клуба: «Рокар» и «Унирея», в 1984 году завершил профессиональную карьеру.

В течение 2 лет выступал за сборную. Принимал участие в чемпионате мира 1970 года.

## Награды
Стяуа
- Чемпионат Румынии
- Победитель (1): 1967-68
- Кубок Румынии
- Победитель (3): 1968-69, 1969-70, 1970-71

Тырговиште
- Лига II
- Победитель (1): 1976-77